# راسيل مارك
راسيل مارك (بالإنجليزية: Russell Mark) هو لاعب رماية أسترالي، ولد في 25 فبراير 1964 في بالارات في أستراليا.

## وصلات خارجية
- الموقع الرسمي
- راسيل مارك على موقع الاتحاد الدولي (الإنجليزية)
- راسيل مارك على موقع أوليمبيديا (الإنجليزية)
- راسيل مارك على موقع اللجنة الأولمبية الأسترالية (الإنجليزية)
- راسيل مارك على موقع اتحاد ألعاب الكومنولث (مؤرشف) (الإنجليزية)
- راسيل مارك على موقع اتحاد ألعاب الكومنولث (مؤرشف) (الإنجليزية)
- راسيل مارك على موقع دورة ألعاب الكومنولث 2006 (مؤرشف) (الإنجليزية)